# رامیز مامدوف
رامیز محمدوف (ترکی آذربایجانی: Ramiz Məmmədov; روسی: Рамиз Мамедов) (زاده ۲۱ اوت ۱۹۷۲ در مسکو) بازیکن بازنشسته فوتبال اهل روسیه با اصالت آذربایجانی هست. وی سابقه بازی برای تیم ملی فوتبال روسیه و باشگاه مطرح روسی اسپارتاک مسکو را در لیگ برتر فوتبال روسیه در کارنامه ورزشی خود دارد.